# Jean-Marie Heyrend
Jean-Marie Heyrend (1919-2005) est un Compagnon de la Libération français.  Envoyé sur le Front de l'Est comme Malgré-nous, il s'évada et servit d'agent de renseignement, sous les noms de Coty ou Swanson, dans le maquis de Seine-et-Oise.

## Biographie
Jean-Marie Heyrend naît à Metz le 15 septembre 1919 peu après la rétrocession du district de Lorraine à la France. Mécanicien de son métier, Jean-Marie Heyrend joue le rôle d'agent de renseignements pour la Grande-Bretagne au début de la Seconde Guerre mondiale, alors que la Moselle est annexée de fait depuis 1940.
Comme la plupart des Mosellans de sa génération, Jean-Marie Heyrend est incorporé de force par les autorités allemandes en 1941, rejoignant d'autres Malgré-nous Alsaciens-Mosellans. Jean-Marie Heyrend est affecté dans la Waffen-SS. Il entre également en 1942 au réseau de renseignements du colonel Rémy et devient agent de la CND « Castille »,.
Envoyé sur le front de l'Est, comme la plupart des Malgré-nous, il essaie en vain de déserter une première fois, près de la frontière Belge. Il s'évade finalement d'une caserne de Metz le 12 novembre 1942. Rattrapé par des chiens, il est condamné à mort par le Conseil de guerre allemand. Envoyé au camp de sûreté de Vorbruck-Schirmeck, il parvient à s'évader le 15 janvier 1943. Il arrive à rejoindre Paris, où il reprend ses activités de résistant.
Alors qu'il participe à la mise en place du maquis de Seine-et-Oise aux côtés du commandant Philippe Viannay, Heyrend est de nouveau capturé le 27 mai 1944. Emprisonné et torturé pendant 7 jours, il ne parle pas. Transféré aux Tourelles en juillet 1944, puis au camp d'Écrouves, en Meurthe-et-Moselle, il profite d'un bombardement allié pour s'évader, le 14 septembre 1944. Pour se battre, il rejoint à Toul les troupes américaines. Mais les privations subies et ses multiples internements l'obligent à être hospitalisé dans un hôpital parisien. Le 12 septembre 1945, il est fait Compagnon de la Libération.
La paix revenue, Jean-Marie Heyrend devient conseiller technique dans le secteur automobile. Jean-Marie Heyrend décède le 25 septembre 2005 dans le 7e arrondissement de Paris.

## Distinctions
Il est reconnu « Interné résistant ».
- Officier de la Légion d'honneur
- Compagnon de la Libération par décret du 12 septembre 1945[1]
- Commandeur de l'ordre national du Mérite
- Croix de guerre 1939–1945
- Médaille des évadés
- Médaille commémorative des services volontaires dans la France libre